# Чепмен, Колин
Э́нтони Ко́лин Брюс Че́пмен (англ. Anthony Colin Bruce Chapman; 19 мая 1928 — 16 декабря 1982) — британский автоконструктор, основавший в 1952 году компанию «Lotus Cars», с 1958 года выставлявшую собственную команду «Лотус» в «Формуле-1». Ввёл множество новаторских решений в конструкцию гоночных автомобилей.

## Биография
Родился 19 мая 1928 года в пригороде Лондона.
После окончания университета в 1948 году начал заниматься конструированием автомобилей. Первым созданным им автомобилем. (модель Mk1) стал переделанный Austin 7. Тогда и появилось название «Лотус» (англ. Lotus). Официально Чемпен никогда не называл причины выбора этого названия; существует версия, что оно появилось из прозвища его подруги Хэзел, позже ставшей его женой, — «lotus blossom» (цветок лотоса). Эта машина, как следующая модель, предназначались для автотриалов.
Собственную фирму Чепмен организовал четырьмя годами позже. К этому времени он начал строить автомобили для шоссейно-кольцевых гонок. С 1954 года он бросил работу и занялся исключительно руководством фирмой, производившей как гоночные, так и дорожные автомобили (первым был Lotus Mk6). Первой «формулой» Чепмена стала модель Mk12 («Формула-2», 1957). Наконец, первым автомобилем, разработанным для «Формулы-1», в 1958 году стал Lotus Mk16. Однако ещё до этого, в 1956 году, Чепмен разрабатывал машину «Формулы-1» для «Vanwall». Лозунг «Ни грамма лишнего веса!» в гонки «Формулы-1» он принёс из авиации. На Гран-при Франции 1956 года Чепмен был заявлен за рулём «Вэнуолла» как пилот, в квалификации он занял 5-е место из 20 машин, однако потерпел аварию и выйти на старт не смог. Это было единственным его участием в «Формуле-1» в качестве пилота (интересно, что участие всего лишь в одном Гран-при, где он не вышел на старт, объединяет его с Берни Экклстоуном).
С 1960 года в команде появился Джим Кларк, с которым связаны первые успехи команды в «Формуле-1». Чепмен позже называл его своим лучшим другом. Кларк впервые выиграл для «Лотуса» чемпионат в 1963 году, в том же сезоне был выигран и первый Кубок конструкторов. В общей сложности Чепмен как конструктор и владелец команды выиграл 7 Кубков конструкторов (1963, 1965, 1968, 1970, 1972, 1973, 1978).
Его важнейшими техническими инновациями, изменившими облик «Формулы-1», были следующие:
- использование монокока как структурного элемента в гоночных болидах (первым таким болидом был Lotus Mk25);
- широкое использование антикрыльев;
- перемещение радиаторов с носа болида на борта;
- использование граунд-эффекта — разрежения под днищем автомобиля, создаваемого при помощи «юбок», закрывавших пространство под днищем (позже было запрещено);
- гидравлическая активная подвеска.

Кроме того, «Лотус» под руководством Чепмена стала первой из команд, постоянно участвующих в чемпионате мира Формулы-1, которая в 1968 году раскрасила свои автомобили в цвета спонсора, что позже переняли все остальные команды. В то же время, эта традиция уже много лет практиковалась в гонке 500 миль Индианаполиса, фигурировавшей в качестве этапа чемпионата мира Формулы-1 в сезонах 1950—1960 годов.
Колин Чепмен скончался от инфаркта миокарда, 16 декабря 1982 года в возрасте 54 лет.

## Статистика выступлений в гонках

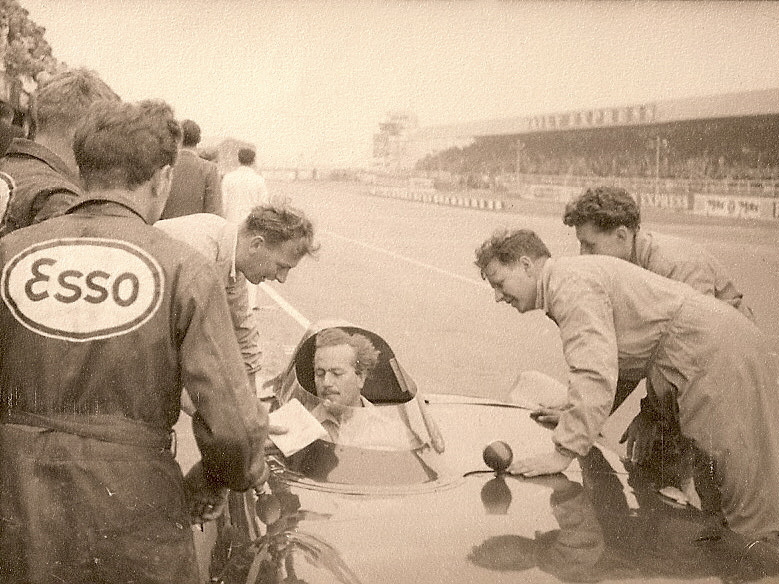
Чепмен за рулем одного из своих спортивных автомобилей Lotus Eleven во время тренировки перед гонкой Формулы-2 Гран-при Великобритании 1956 года, Сильверстоун

### Результаты в чемпионате мира Формулы-1
| Легенда к таблице |                                                                    |
| --- | ------------------------------------------------------------------ |
| В таблице перечислены результаты всех Гран-при Формулы-1, в которых принимал участие гонщик. Строками таблицы являются сезоны, столбцами — этапы чемпионата мира. В каждой клетке указаны сокращённое название этапа и результат, дополнительно обозначенный цветом. Расшифровка обозначений и цветов представлена в нижеследующей таблице. |                                                                    |
| \| Пример \| Описание \| \| ------------ \| ------------------------------------------------------------------ \| \| 1 \| Победитель \| \| 2 \| Второе место \| \| 3 \| Третье место \| \| 5 \| Финишировал, заработав очки \| \| Сход \| Не финишировал, но при этом заработал очки \| \| 12 \| Финишировал, не получив очков \| \| НКЛ \| Финишировал, но не попал в финальную классификацию \| \| 15 \| Участвовал вне зачёта, либо по отдельной классификации \| \| 18 \| Не финишировал, но попал в финальную классификацию \| \| Сход \| Не финишировал \| \| НКВ \| Не прошёл квалификацию \| \| НПКВ \| Не прошёл предквалификацию \| \| ДСК \| Дисквалифицирован \| \| ИСК \| Исключён из протокола соревнований \| \| ТТ \| Заявлен для участия только в тренировках \| \| НС \| Участвовал в квалификации, но не стартовал в гонке \| \| Т \| Травмирован или болен \| \| ОТК \| Отказ от участия \| \| НТР \| Прибыл на соревнования, но на трассу не выезжал \| \| НПР \| Был заявлен в числе участников, но не прибыл к началу соревнований \| \| О \| Соревнования отменены \| \| \| Не участвовал \| \| Поул-позиция \| \| \| Быстрый круг \| \| |                                                                    |
| Пример | Описание                                                           |
| 1 | Победитель                                                         |
| 2 | Второе место                                                       |
| 3 | Третье место                                                       |
| 5 | Финишировал, заработав очки                                        |
| Сход | Не финишировал, но при этом заработал очки                         |
| 12 | Финишировал, не получив очков                                      |
| НКЛ | Финишировал, но не попал в финальную классификацию                 |
| 15 | Участвовал вне зачёта, либо по отдельной классификации             |
| 18 | Не финишировал, но попал в финальную классификацию                 |
| Сход | Не финишировал                                                     |
| НКВ | Не прошёл квалификацию                                             |
| НПКВ | Не прошёл предквалификацию                                         |
| ДСК | Дисквалифицирован                                                  |
| ИСК | Исключён из протокола соревнований                                 |
| ТТ | Заявлен для участия только в тренировках                           |
| НС | Участвовал в квалификации, но не стартовал в гонке                 |
| Т | Травмирован или болен                                              |
| ОТК | Отказ от участия                                                   |
| НТР | Прибыл на соревнования, но на трассу не выезжал                    |
| НПР | Был заявлен в числе участников, но не прибыл к началу соревнований |
| О | Соревнования отменены                                              |
| | Не участвовал                                                      |
| Поул-позиция |                                                                    |
| Быстрый круг |                                                                    |

| Сезон | Команда                 | Шасси           | Двигатель          | Ш | 1   | 2   | 3   | 4   | 5      | 6   | 7   | 8   | Место | Очки |
| ----- | ----------------------- | --------------- | ------------------ | - | --- | --- | --- | --- | ------ | --- | --- | --- | ----- | ---- |
| 1956  | Vandervell Products Ltd | Vanwall VW (56) | Vanwall 254 2,5 L4 | P | АРГ | МОН | 500 | БЕЛ | ФРА НС | ВЕЛ | ГЕР | ИТА | —     | 0    |